# Epiplema despecta
Epiplema despecta är en fjärilsart som beskrevs av W. Warren 1906. Epiplema despecta ingår i släktet Epiplema och familjen Uraniidae. Inga underarter finns listade i Catalogue of Life.